# Schloss Meitingen

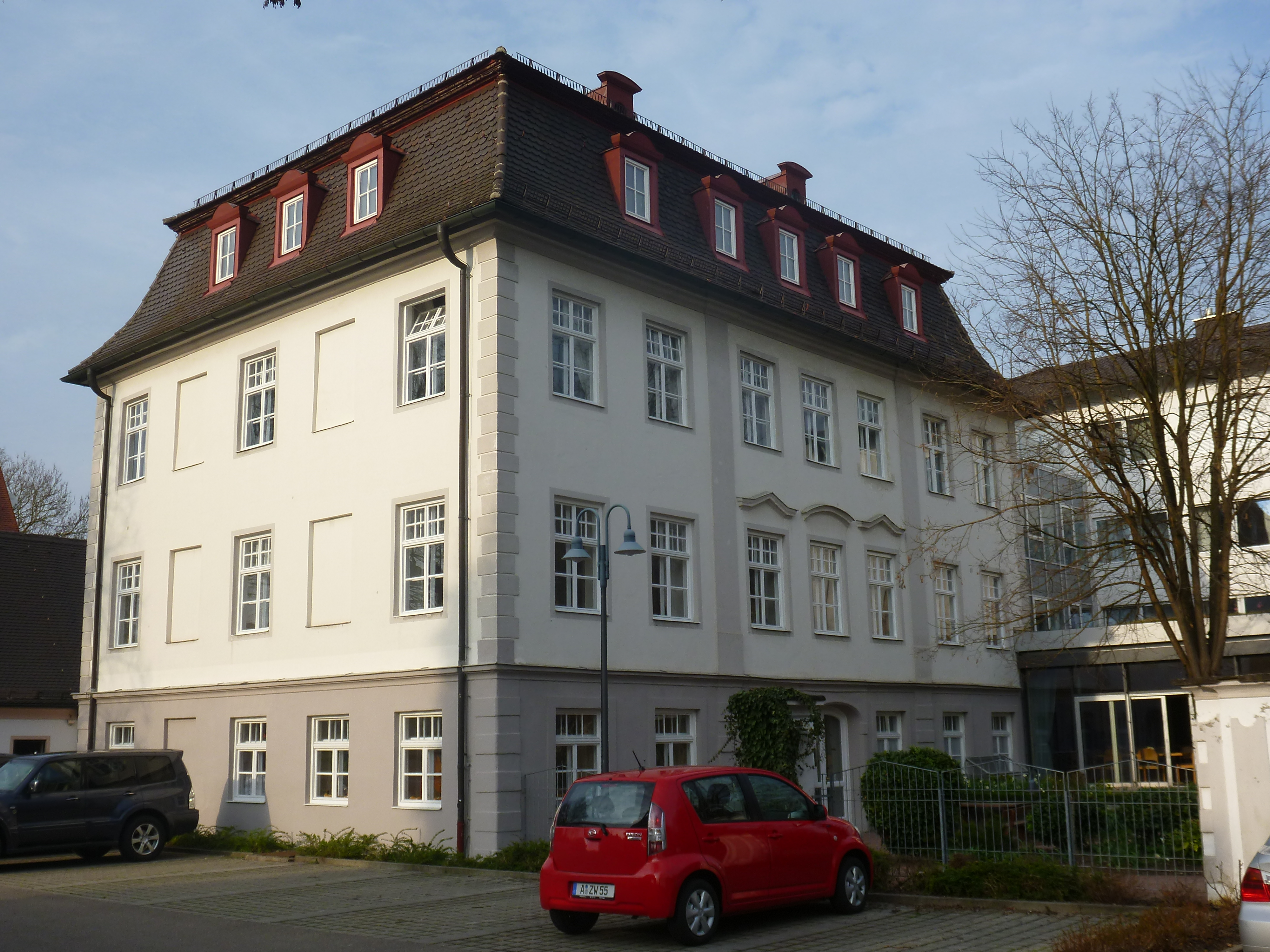
Schloss Meitingen

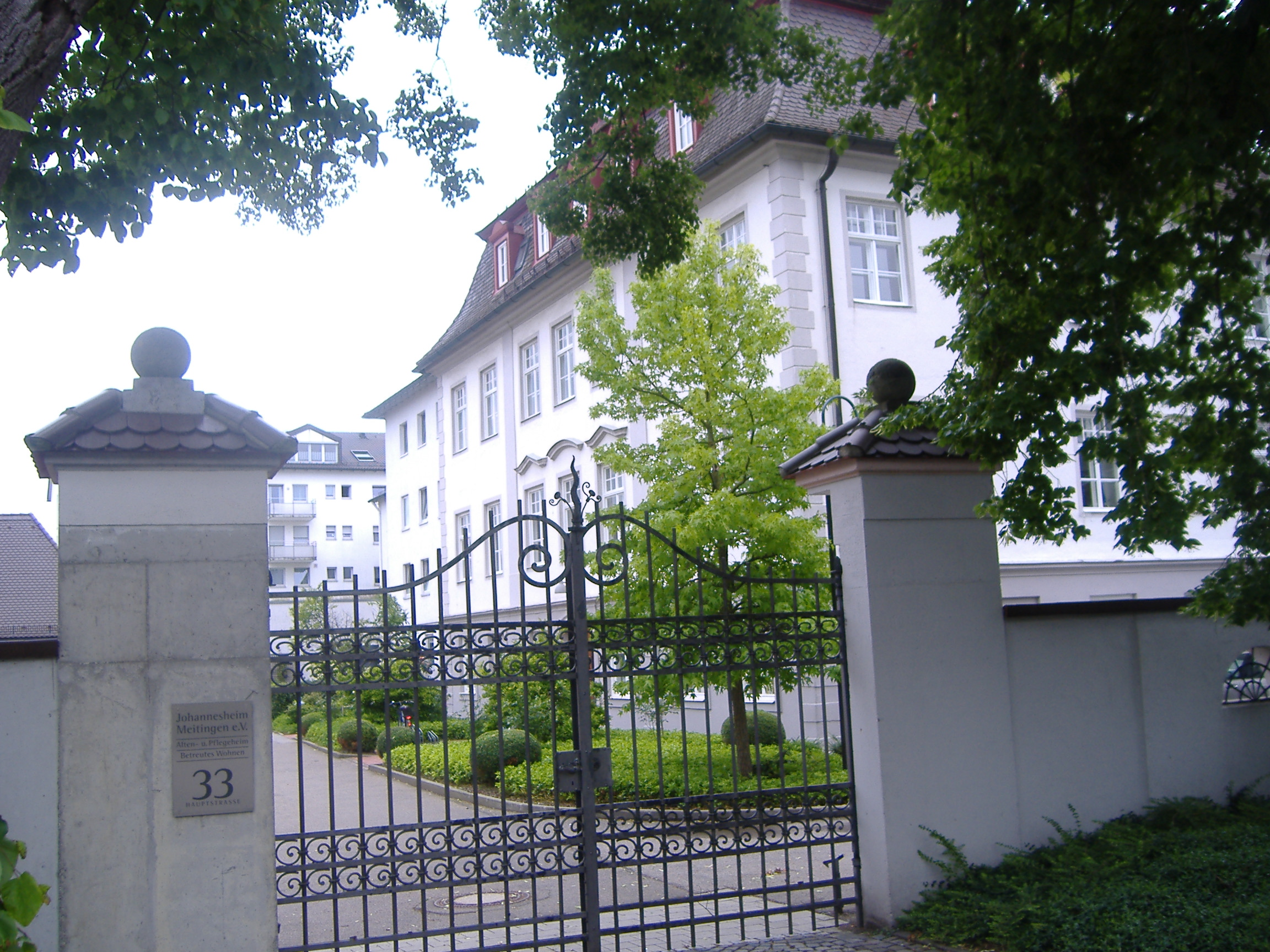
Hofportal zum Johannesheim mit Neubau im Hintergrund

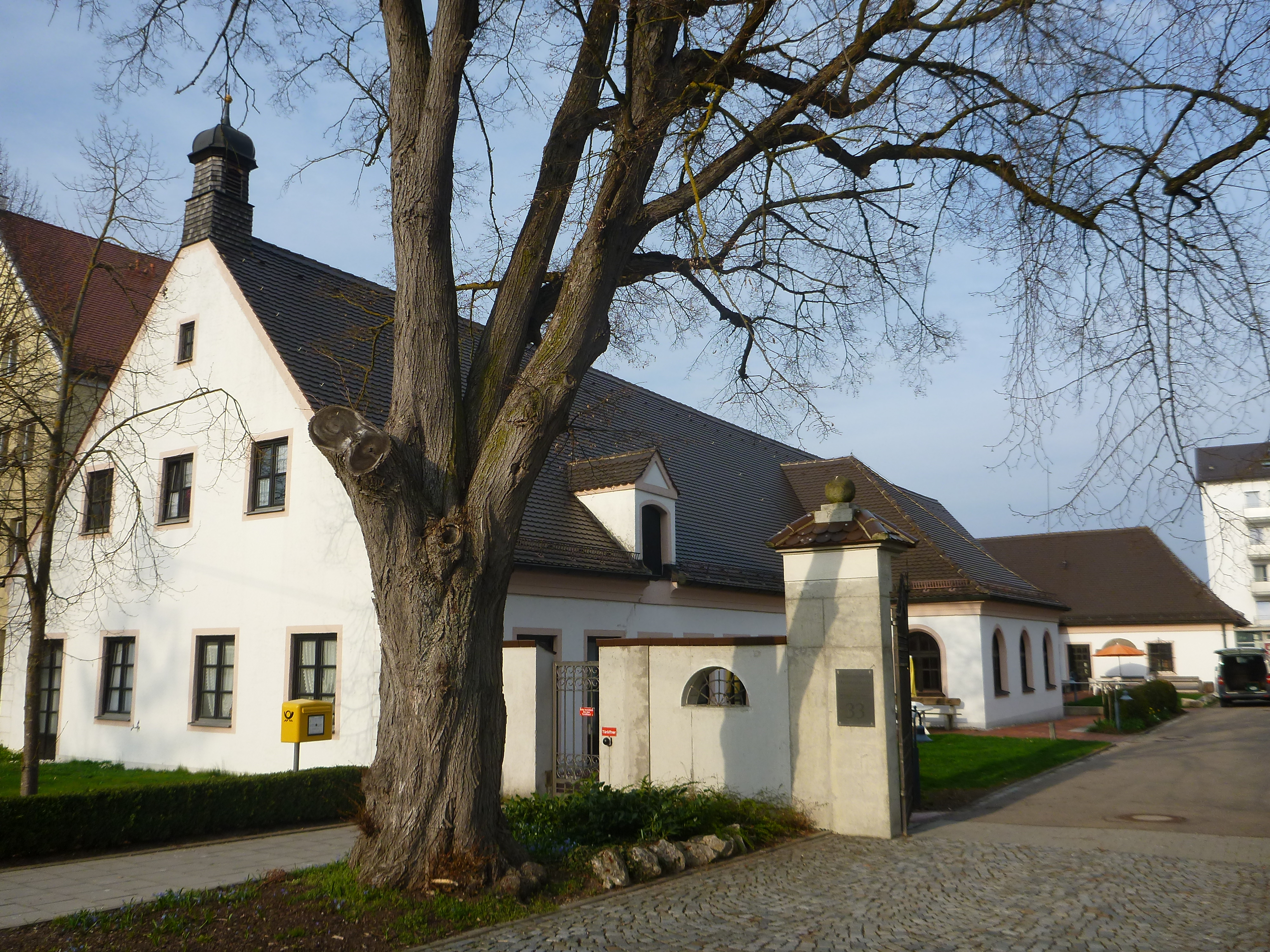
Einstige Ökonomiegebäude

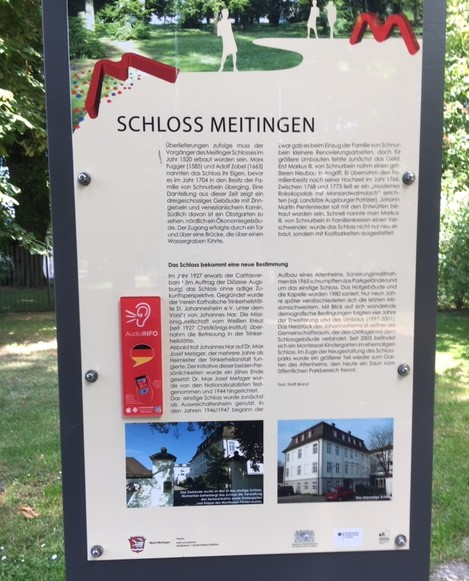
Info-Tafel zum Schloss

Schloss Meitingen liegt im Markt Meitingen im Landkreis Augsburg. Es ist ein dreigeschossiges Gebäude mit Mansardwalmdach, dreiachsigen Mittelrisaliten zur Hof- und Gartenseite, Eckrustizierung und Gesimsen. Nördlich gegenüber befindet sich das ehemalige zweiflügelige, eingeschossige Ökonomiegebäude.

## Geschichte
Das Gut und Dorf Meitingen wurde 1704 von Balthasar III. von Schnurbein erworben. Zwischen 1768 und 1773 entstand anstelle des alten Herrenhauses ein imposanter Rokokopalais. Als Baumeister kommt vermutlich der fürstbischöfliche Hofbaumeister Johann Martin Pentenrieder in Frage, der 1761 in Augsburg die Meisterwürde erlangte und seither für vergleichbare Bauaufgaben bevorzugt konsultiert wurde. 1895 verkaufte die freiherrliche Familie von Schnurbein das Schloss und es wurde zu einem Alten- und Pflegeheim umgebaut.
1980 und 2005 wurden umfangreiche Renovierungs- und Umbauarbeiten vorgenommen:
Die Innenausstattung des Herrenhauses ist spätestens mit der Adaption zum Altersheim bis auf das großzügige Treppenhaus verloren gegangen. Auch die einstige Gestaltung des Gartens können wir nur noch aus bildlichen Zeugnissen und im Vergleich mit zeitgenössischen Anlagen erahnen.
Heute befindet sich auf dem Areal das Alten- und Pflegeheim Johannesheim Meitingen. Das einstige Ökonomiegebäude wurde für Wohnzwecke und zu einer Kapelle umgebaut (Kapellenbau). Im Hauptgebäude ist im Sinne eines Mehrgenerationenhauses der Montessori-Kindergarten untergebracht. Der Versammlungs- und Speisesaal im Erdgeschoss wird von Kindern und Senioren gemeinsam genutzt.